# Live in Edmonton
Live in Edmonton è il primo album dal vivo del cantautore statunitense Serj Tankian e del gruppo musicale statunitense The F.C.C., pubblicato il 29 novembre 2021 dalla Serjical Strike Records.

## Tracce
Testi e musiche di Serj Tankian, eccetto dove indicato.
1. Sounds of War – 5:45
2. Empty Walls – 3:51
3. Feed Us – 4:17
4. Lie Lie Lie – 4:05
5. Saving Us – 4:46
6. Baby – 3:31
7. Sky Is Over – 5:06
8. Praise the Lord and Pass the Ammunition – 4:25
9. Charades – 5:36
10. Honking Antelope – 5:36
11. Holiday in Cambodia – 4:42 (Jello Biafra, East Bay Ray, Klaus Flouride, D.H. Peligro, Bruce Slesinger) – originariamente interpretata dai Dead Kennedys
12. Beethoven's C**t – 6:35
13. The Unthinking Majority – 4:02
14. Elect the Dead – 3:26

## Formazione
- Serj Tankian – voce, chitarra (tracce 5 e 6), tastiera (tracce 10 e 14)
- The F.C.C. (eccetto traccia 14)
  - Dan Monti – chitarra, cori
  - Larry LaLonde – chitarra, cori
  - Mario Pagliarulo – basso, cori
  - Erwin Khachikian – tastiera, cori
  - Troy Zeigler – batteria, cori